# Hirenarti, Kundgol
Hirenarti là một làng thuộc tehsil Kundgol, huyện Dharwad, bang Karnataka, Ấn Độ.